# دنیس ولف
دنیس ولف (انگلیسی: Denis Wolf؛ زادهٔ ۱۵ ژانویهٔ ۱۹۸۳) بازیکن فوتبال اهل آلمان است.
از باشگاه‌هایی که در آن بازی کرده‌است می‌توان به باشگاه فوتبال گلوبال سبو، باشگاه فوتبال ماگدبورگ ۱، باشگاه فوتبال هانوفر ۹۶، باشگاه فوتبال قوت-وایس ارفورت، و باشگاه فوتبال فورتونا دوسلدورف اشاره کرد.
وی همچنین در تیم ملی فوتبال فیلیپین بازی کرده‌است.